# Семчинский, Станислав Владимирович
Станисла́в Владими́рович Семчинский (2 мая 1931, Акмангит — 16 декабря 1999, Киев) — советский и украинский лингвист, профессор Киевского университета, заведующий кафедрой общего языкознания и классической филологии Киевского университета имени Тараса Шевченко (1978—1999). Заслуженный профессор Киевского национального университета имени Тараса Шевченко (1999), почётный член АН Молдовы (1991), почётный профессор Клужского университета (Румыния, 1997).  Автор ряда трудов по языковым контактам, балканистике, романской филологии, общего и сравнительному языкознанию, классической филологии, славистике, семантике, семиотике, культуре речи, истории, литературе. Руководитель научных проектов «Античная литература» (словарь-справочник), «Языки мира» (энциклопедический словарь-справочник), «Латино-украинский словарь». Автор учебников «Введение в языкознание», «Общее языкознание», «Введение в сравнительно-историческое языкознание (на основе материалов индоевропейских языков)». Исследователь украинской истории. Переводчик с румынского языка (художественные и научные произведения). Основатель украинской школы румынистики. Президент ассоциации «Украина — Румыния».

## Биография
В 1953 году окончил отделение классической филологии филологического факультета Киевского университета им. Тараса Шевченко; ученик А. А. Белецкого. В 1956 году защитил кандидатскую диссертацию «Лексические заимствования румынского языка из русского и украинского языков». В 1974 году опубликовал монографию «Семантическая интерференция языков», в которой представлено концепцию семантических изменений в лексическом составе языка как следствия межнациональных контактов; тогда же защитил докторскую диссертацию «Семантическая интерференция языков (на материале славяно-румынских языковых контактов)».

## Память
С целью изучения научного наследия профессора Станислава Семчинского проходят международные научные конференции. Первая конференция «Научное наследие профессора С. Семчинского и современная филология» состоялась в мае 2001 года, вторая — в мае 2006 года. Третья конференция, посвященная 80-летию со дня рождения Станислава Семчинского, состоялась в Киеве в мае 2011 года.

## Работы
- Семчинский С. Общее языкознание. — Киев: «ОКО», 1996. — 416 с.
- Семчинский С. Семантическая интерференция языков. — Киев: Высшая школа, 1974.
- Semchynsʹkyĭ, Станиславом Volodymyrovych. [Semantychna interferentsiia mov: na materiali slovʹiano-skhidnoromansʹkykh movnykh kontaktiv] > / Kyïv: Vyshcha shkola, 1974.255 г.
- Semchynsʹkyĭ, Станиславом Volodymyrovych. Mykhaïl Sadovianu: zhyttia i tvorchistʹ  /Kyïv: "Dnipro, " 1980.176 г.
- Скорина Людмила Петровна, Чуракова Людмила Петровна. Латинська мова для студентів-юристів: Підруч. для студ. юрид. фак. ун-тів / С. В. Семчинский (ред.). — К. : Вища шк., 1995. — 255 с.
- Скорина Людмила Петровна, Чуракова Людмила Петровна. Латинский язык для юристов: Учеб. пособие для студ. вузов, обуч. по юрид. спец. / С. В. Семчинский (ред.). — М. : Кафедра-М, 1998. — 445 с.
- Скорина Людмила Петровна, Чуракова Людмила Петровна. Латинский язык для юристов: Учеб. пособие для студ. вузов, обучающихся по юрид. спец. / С. В. Семчинский (ред.). — 3.изд. испр. — Минск : ООО «Новое знание», 2000. — 435 с. — Текст на лат. и рус. яз..

## Семья
Был женат на Лихо Зое Афанасьевне, уроженке села Поташня, Киевская область. Имели двух детей:
- Сын — Семчинский Игорь Станиславович
- Дочь — «Семчинская Наталья Станиславовна» (12.01.1963, г. Киев) — доцент кафедры общего языкознания и классической филологии в Киевском университете.
  - «Семчинский Константин Валерьевич» (?.08.1979, г. Киев) — внук Семчинского С. Доцент кафедры истории и политологии Нау, кандидат философских наук, автор диссертации «Онтология религиозно-философских концептов войны и мира в христианстве и исламе».